# Хабиби, Эмиль
Эмиль Шукри Хабиби (ивр. אמיל חביבי‎, араб. إميل حبيبي‎; 28 января 1922, Хайфа — 2 мая 1996, Назарет) — израильский арабский писатель

, журналист и политик, член Кнессета от партий Маки и КПИ.

## Биография
Эмиль родился в Хайфе 28 января 1922 года в англиканской палестинской семье. Его семья изначально исповедовала православие, однако из-за споров в Иерусалимской православной церкви обратилась в англиканство. В молодости он работал на нефтеперегонном заводе, а позже радиоведущим.
Ещё в подмандатной Палестине Эмиль стал одним из лидеров Коммунистической партии Палестины. С началом арабо-израильской войны в 1948 году, он остался в Израиле и получил гражданство Израиля. После войны Хабиби стал одним из основателей Коммунистической партии Израиля и вместе с Эмилем Тума и Фуадом Нассаром основал коммунистическую газету Аль-Иттихад.
В 1956 году он переехал из Хайфы в Назарет и остался тут до конца своей жизни. Он умер в 1996 году в Назарете, однако по его воле был похоронен в Хайфе. Кроме того, по его просьбе, на его надгробии осталась надпись «остался в Хайфе».

## Политическая карьера
Хабиби был одним из лидеров Коммунистической партии Палестины в период британского мандата. Хабиби поддержал план ООН по разделу Палестины. Этот план подразумевал создание на территории Британской Палестины еврейского и арабского государств. Когда Израиль получил независимость, Эмиль помог основать коммунистическую партию Маки.
В 1965 году, вместе с Тауфиком Туби и Меиром Вильнером, Эмиль основал новую партию, которая сейчас известна как Коммунистическая партия Израиля.
Хабиби был представлен в Кнессете с 1951 по 1959 и с 1961 по 1972 года. Сначала как член Маки, позже как член КПИ.
В 1991 году, из-за внутрипартийных конфликтов в связи с новой политикой Михаила Горбачёва, Эмиль был вынужден покинуть партию.

## Журналистика и публицистика
Эмиль начал писать короткие истории в начале 1950-х. Его первый рассказ был опубликован в 1954 году.
Хабиби в своих произведениях изображал конфликты и проблемы, с которыми сталкиваются палестинские арабы, живущие в Израиле.
В 1972 году, когда Эмиль покинул Кнессет, он начал писать свой первый роман, The Secret Life of Saeed: The Pessoptimist (переведён на русский язык под названием «Странные события, связанные с исчезновением Саида Абу ан-Нахса аль-Муташаиля»). Он писал также и другие книги, рассказы и пьесы. Его последний роман был опубликован в 1992 году.